# سويندون الشمالية (دائرة انتخابية في المملكة المتحدة)
سويندون الشمالية  (بالإنجليزية: North Swindon)‏ هي إحدى الدوائر الانتخابية في المملكة المتحدة الممثلة في مجلس العموم في برلمان المملكة المتحدة.
عضو البرلمان الذي يمثلها حالياً هو :Mr Michael Wills (Lab).